# Schayera
Schayera es un género de saltamontes de la subfamilia Catantopinae, familia Acrididae, y está asignado a la subtribu Apotropina de la tribu Catantopini. Este género es endémico de la isla de Tasmania, Australia.
Schayera es un género monotípico. Su única especie es Schayera baiulus (Erichson, 1842).